# Милованович, Раде
Раде Милованович (босн. Rade Milovanović; 12 ноября 1954 — 3 февраля 2024) — американский, ранее югославский и боснийский шахматист, международный мастер (1988).

## Биография
В 1972 году в Тузле победил на чемпионате Боснии и Герцеговины по шахматам среди юниоров. В 1973 году стал вторым на чемпионате Югославии по шахматам среди юниоров, а также победителем чемпионата Балканских стран по шахматам среди юниоров. Представлял команду Югославии на командном чемпионате Балканских стран по шахматам в 1973 году, где в командном зачете завоевал бронзовую медаль, а в индивидуальном зачете был первым на своей доске.
В 1988 году побеждал на международных турнирах по шахматам в Варшаве и в городах Италии Каттолика и Мадонна-ди-Кампильо. В 1989 году был вторым на турнире в Тузле. Представлял сборную Боснии и Герцеговины на шахматной олимпиаде в 1994 году и в командном зачете завоевал серебряную медаль.
В 1998 году переехал на постоянное место жительство в США и живет в Далласе. Побеждал или делил первое место во многих шахматных турнирах в США: «PanAm Open» (1998), «Texoma Open» (1999), «Texas Masters» (2002), «US Open» (2008). В 1998 году победил в международном шахматном турнире в Хьюстоне, а в 1999 году был первым в чемпионате штата Техас по шахматам. В 2000 году поделил первое место в Лас-Вегасе на шахматном турнире «National Open», а в Далласе победил в турнире по блицу «WBCA Grand Prix Blitz».
В середине 1970-х окончил юридический факультет Белградского университета. С 2001 года работал шахматным тренером в университете Техаса в Далласе (англ. University of Texas at Dallas).